# 2013년 한화 이글스 시즌
2013년 한화 이글스 시즌은 한화 이글스가 KBO 리그에 참가한 20번째 시즌으로, 빙그레 이글스 시절까지 합하면 28번째 시즌이다. 김응용 감독이 팀을 이끈 첫 시즌으로, 팀은 개막 13연패를 당하는 등 부진하다가 결국 정규 시즌 최하위에 머물렀다. 당시는 NC 다이노스의 창단으로 9구단 체제로 운영된 첫 시즌이었기 때문에 한화는 한국프로야구 사상 첫 9위 팀이 되는 불명예를 안았다.

## 타이틀
- 월드 베이스볼 클래식 국가대표: 김태균
- KBO 골든글러브: 정근우 (2루수)
- ADT캡스 수비상: 김태균 (1루수)
- 한국갤럽 선정 가장 좋아하는 한국인 야구선수 9위: 김태균
- 한일 프로야구 레전드 슈퍼게임 올스타: 송진우 (투수), 정민철 (투수), 김성한 (내야수), 장종훈 (내야수), 이종범 (내야수), 이정훈 (외야수)
- 포지션별 최고 연봉 선수: 김태균 (1루수)
- 올스타전 추천선수: 김혁민, 송창식
- 출루율: 김태균 (0.444)
- 무관심도루: 정현석 (5)
- 타석 당 피투구수: 이대수 (4.37)
- 기타 구종 평균 구속: 김혁민 (147.5km/h)

### 퓨처스리그
- 퓨처스 올스타: 김용주, 엄태용, 임경훈, 노수광

## 선수단
- 선발투수: 바티스타, 이브랜드, 유창식
- 구원투수: 김혁민, 황재규, 윤근영, 정대훈, 김용주, 박정진, 명재철, 정재원, 마일영, 김일엽, 임기영, 김경태, 김광수, 이태양, 안승민
- 마무리투수: 송창현, 송창식, 조지훈, 정민혁
- 포수: 정범모, 엄태용, 박노민, 최승환, 이준수, 한승택
- 1루수: 김태균, 이양기, 전현태, 김태완
- 2루수: 한상훈, 임경훈, 백승룡, 조정원, 이로운, 임익준, 하주석, 이시찬
- 유격수: 이대수, 송광민
- 3루수: 오선진
- 좌익수: 추승우, 김경언, 장운호, 박상규, 임세업, 양성우, 송주호, 연경흠, 강동우, 오재필
- 중견수: 고동진
- 우익수: 정현석
- 지명타자: 최진행

## 여담
- 홈구장인 한밭종합운동장 야구장의 잔디를 필드터프에서 천연 잔디로 교체했다. 시즌 종료 후 리모델링을 통해 좌석 수를 13000석으로 축소했다.
- 서산전용연습구장을 2군 홈구장으로 사용한 첫 시즌이다.
- 청주 야구장의 천연 잔디를 인조 잔디로 교체했다.
- 팀은 개막 13연패에 빠져 KBO 리그 사상 개막 최다 연패를 기록했다.
- 바티스타는 6월 2일 NC 다이노스와의 경기에서 14탈삼진으로 KBO 리그 역대 외국인 투수 1경기 최다 탈삼진 기록을 세웠다.
- 김혁민은 규정 이닝을 채우면서 11홀드를 기록해 KBO 리그 역대 단일 시즌 규정 이닝 충족 투수 최다 홀드 기록을 세웠다.
- 김혁민은 게임 당 56.3구로 규정 이닝을 채운 투수 중 2013년 이후 KBO 리그 단일 시즌 최소 기록을 세웠다.
- 이로운은 22타석 1안타 0볼넷으로 출루율 0.045에 그쳐 규정 타석 미반영 기준 KBO 리그 역대 단일 시즌 출루율 0.000이 아닌 선수 중 최저 출루율을 기록했다.
- 한승택은 장타율 0.030으로 장타율 0.000이 아닌 선수 중 규정 타석 미반영 기준 KBO 리그 역대 단일 시즌 최저 장타율을 기록했다.
- 정현석은 무관심도루 5회로 2013년 이후 KBO 리그 단일 시즌 최다 기록을 세웠다.
- 바티스타는 이 시즌을 끝으로 KBO 리그를 떠났는데, KBO 통산 WAR 5.74로 KBO 리그 역대 외국인 구원 투수 중 최고 기록을 보유하고 있다.
- 김혁민은 기타 구종 평균 147.5km/h로 2013년 이후 KBO 리그 역대 단일 시즌 최고 기록을 세웠다.
- 팀은 이브랜드의 선발 등판 경기에서 총 21패를 기록해 2013년 이후 역대 KBO 단일 시즌 특정 투수 선발 등판 경기 최다패를 달성했다.
- 이 시즌 김혁민의 선발 등판 경기에서 팀은 단 6승에 그쳐 2013년 이후 KBO 리그 단일 시즌 규정 이닝 충족 투수 중 최소 기록을 달성했다.
- 이 시즌은 KBO 리그 사상 18번째로 규정 이닝 충족 투수 전원이 양수 WAR을 기록한 시즌이다. 이 중 가장 WAR이 낮았던 김혁민은 WAR 0.85를 기록했다.
- 하주석은 이 시즌 병살타율 1.000을 기록하여 2013년 이후 KBO 리그 10대 타자 통산 최고 기록을 세웠다.
- 투수 이브랜드는 이 시즌 타자 WAR -0.02에 그쳤음에도 KBO 리그 역대 외국인 투수 중 단일 시즌 최고 타자 WAR 기록을 세웠다.
- 이브랜드는 KBO 리그 사상 좌투수 최초로 단일 시즌 100이닝 100자책점을 기록했다.

## 같이 보기
- 2012년 한화 이글스 시즌